# 樊尚·克莱尔
樊尚·克莱尔（法語：Vincent Clerc；1981年5月7日—）是一位法國橄欖球運動員。他是法國國家橄欖球隊的一員，代表法國參加了2011年世界盃橄欖球賽。